# غويلة ناقد (الريف الغربي)
غويلة ناقد (بالفارسية: غویله ناقد) هي منطقة سكنية تقع في إيران في قسم الريف الغربي الريفي. يقدر عدد سكانها بـ 142 نسمة بحسب إحصاء 2016.